# Zemský okres Vulkaneifel
Zemský okres Vulkaneifel (německy Landkreis Vulkaneifel) je zemský okres v německé spolkové zemi Porýní-Falc. Sídlem správy zemského okresu je město Daun. Má  obyvatel. 

## Města a obce
Města:
1. Daun
2. Gerolstein
3. Hillesheim

Obce:
1. Arbach
2. Basberg
3. Beinhausen
4. Bereborn
5. Berenbach
6. Berlingen
7. Berndorf
8. Betteldorf
9. Birgel
10. Birresborn
11. Bleckhausen
12. Bodenbach
13. Bongard
14. Borler
15. Boxberg
16. Brockscheid
17. Brücktal
18. Darscheid
19. Demerath
20. Densborn
21. Deudesfeld
22. Dockweiler
23. Dohm-Lammersdorf
24. Drees
25. Dreis-Brück
26. Duppach
27. Ellscheid
28. Esch
29. Feusdorf
30. Gefell
31. Gelenberg
32. Gillenfeld
33. Gönnersdorf
34. Gunderath
35. Hallschlag
36. Hinterweiler
37. Höchstberg
38. Hohenfels-Essingen
39. Horperath
40. Hörscheid
41. Hörschhausen
42. Immerath
43. Jünkerath
44. Kalenborn-Scheuern
45. Kaperich
46. Katzwinkel
47. Kelberg
48. Kerpen (Eifel)
49. Kerschenbach
50. Kirchweiler
51. Kirsbach
52. Kolverath
53. Kopp
54. Kötterichen
55. Kradenbach
56. Lirstal
57. Lissendorf
58. Mannebach
59. Mehren
60. Meisburg
61. Mosbruch
62. Mückeln
63. Mürlenbach
64. Neichen
65. Nerdlen
66. Neroth
67. Niederstadtfeld
68. Nitz
69. Nohn
70. Oberbettingen
71. Oberehe-Stroheich
72. Oberelz
73. Oberstadtfeld
74. Ormont
75. Pelm
76. Reimerath
77. Retterath
78. Reuth
79. Rockeskyll
80. Salm
81. Sarmersbach
82. Sassen
83. Saxler
84. Schalkenmehren
85. Scheid
86. Schönbach
87. Schüller
88. Schutz
89. Stadtkyll
90. Steffeln
91. Steineberg
92. Steiningen
93. Strohn
94. Strotzbüsch
95. Üdersdorf
96. Udler
97. Uersfeld
98. Ueß
99. Utzerath
100. Üxheim
101. Wallenborn
102. Walsdorf
103. Weidenbach
104. Welcherath
105. Wiesbaum
106. Winkel (Eifel)